# Arpheuilles, Indre
Arpheuilles là một xã ở tỉnh Indre khu vực trung bộ Pháp. Xã này có diện tích 22,49 km², dân số thời điểm năm 2005 là 253 người. Khu vực này có độ cao trung bình 111 mét trên mực nước biển.